# ソニック メガコレクション
『ソニック メガコレクション』は、2002年12月19日にセガから発売されたニンテンドー ゲームキューブ用オムニバスゲームソフト。過去に発売されたメガドライブ版のソニックシリーズ関連作品を収録している。
2004年12月9日にPlayStation 2、Xboxで発売された『ソニック メガコレクション プラス』では、GC版の全作品に加え、新たにゲームギア版ソニックシリーズが追加された。これらについても合わせて述べる。

## 収録タイトル
いずれも元はメガドライブ用ソフト。
- ソニック・ザ・ヘッジホッグ
- ソニック・ザ・ヘッジホッグ2
- ソニック・ザ・ヘッジホッグ3
- ソニック&ナックルズ
- ソニック3Dブラスト（日本未発売。日本国内ではソニック3D フリッキーアイランドとして1999年にセガサターン向けにアレンジされて発売され、2007年にWiiのバーチャルコンソールでオリジナル版を配信された）
- ソニック・スピンボール
- ドクターエッグマンのミーンビーンマシーン（欧米版ぷよぷよ、日本未発売）

### 隠しゲーム
以下の7作品は隠しゲームとなっており、最初はプレイできない。ロックを解除するには特定の条件を満たす必要がある。
- ソニック&ナックルズのロックオンシステム再現作品
  - ブルースフィア （ソニック・ザ・ヘッジホッグへのロックオンの再現）
  - ナックルズ イン ソニック2 （ソニック・ザ・ヘッジホッグ2へのロックオンの再現）
  - ソニック3&ナックルズ （ソニック・ザ・ヘッジホッグ3へのロックオンの再現）
- おまけゲーム（ソニックシリーズではない）
  - フリッキー
  - ジ・ウーズ
  - コミックスゾーン
  - リスター・ザ・シューティングスター

### PS2、Xbox版で追加された作品
いずれも元はゲームギア用ソフト。追加された全てのタイトルは最初から遊ぶことが出来、2人プレイに対応した一部のタイトルは、画面を2つ同時に表示（左の画面が1P、右の画面が2P）して、対戦することが可能。
以下の作品は、GCでは『ソニックアドベンチャーDX』で遊ぶことができる。
- ソニック・ザ・ヘッジホッグ
- ソニック&テイルス
- ソニック ドリフト（2人プレイに対応して、対戦可能）
- ソニックラビリンス
- Gソニック
- ドクターエッグマンのミーンビーンマシーン（欧米版ぷよぷよ、日本未発売。2人プレイに対応して、対戦可能）

## その他の要素
おまけ要素として、未公開映像、秘蔵ムービー、秘蔵イラスト、日本未発売のアメリカンコミックなどが収録されている。

### 中断セーブ機能（PS2、Xbox版）
PS2、Xbox版では新たに中断セーブ機能が追加されている。セーブすると、セーブした場所から続きをプレイすることが可能。